# Pablo Martínez (cantante)

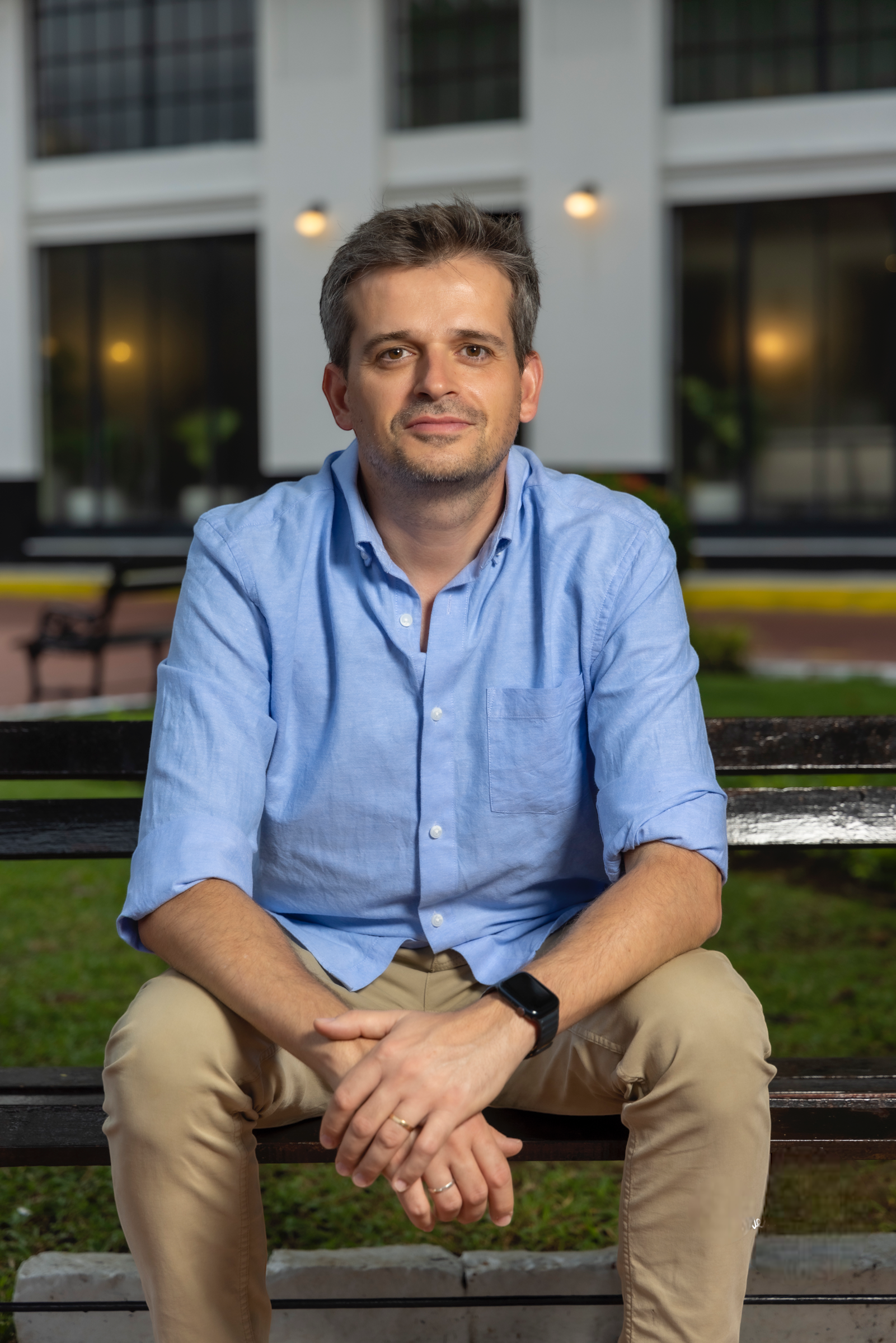

Pablo Martínez (Rosario, Argentina, 26 de junio de 1978) es  Católico, Laico , catequista, músico católico,  productor de contenidos audiovisuales y escritor argentino. Es Licenciado en ciencias de la educación en la Universidad Católica de La Plata y profesor de ciencias sagradas (Instituto Caggiano), con postítulos en Pastoral Educativa (Instituto La Salle) y otro de Educación, imágenes y medios (Universidad Flacso). Actualmente esta cursando el curso de Especialista en Espiritualidad bíblica de la universidad de Comillas, España.  Se ha desempeñado como profesor de Teología en institutos de enseñanza media y superior durante veinte años.
Es conocido internacionalmente por sus canciones católicas, como «Hasta la Locura», "En sus manos", "Todo lo espero de ti"  y  "Tarde te amé" entre otras y desde el 2016  se hizo viral por sus contenidos audiovisuales a través de Instagram y YouTube, volviéndose un influencer en el panorama católico.

## Carrera
Nacido en la ciudad argentina de Rosario en 1978, comenzó a componer música católica desde 1996 con 18 años, creyendo en que la música era una forma de evangelizar. En el año 2000, inspirado por su participación en la Jornada Mundial de la Juventud, en Roma, empezó a presentarse en festivales de música del país. Hoy lleva 25 años de músico católico.  
Así nacería su primer álbum, Tu Arte de Amar, producido en 2002 y que contiene la canción «Hasta la Locura» en su primera versión, que luego se hizo conocida en el medio cristiano en toda América. La temática del disco gira en torno al amor de Dios. Fue grabado en los estudios Graboratorio de Rosario y CODIA en Buenos Aires, con arreglos del compositor Jonatan Narvaez quien desde entonces trabajaría con todos sus otros discos.
En el 2003 comenzó sus estudios de teología en el Instituto Caggiano de la arquidiócesis de Rosario, recibiéndose en el 2006 de profesor en ciencias sagradas. Luego realizó estudios en el Instituto La Salle de pastoral educativa y en la universidad FLACSO realizó la actualización académica en Educación, imágenes y medios. Es licenciado en ciencias de la educación desde el año 2018 en la Universidad Católica de La Plata, en Argentina.
Además de su actividad como músico y como docente, es escritor y conferencista. En el año 2016 comenzó una propuesta evangelizadora en Instagram con la reflexión del evangelio del día, propuesta que se vitalizó en muchos países hispanos y que permitió difundir rápidamente su trabajo. Es considerado uno de los misioneros digitales católicos más reconocidos del América Latina. 
Actualmente brinda conciertos y conferencias en toda América como es en  Colombia, Ecuador, Chile,  Paraguay, Perú, Honduras, Costa Rica, Panamá, Estados Unidos, Guatemala, El Salvador, México, Uruguay, Guatemala y Brasil llegando también al continente europeo en España.  
En el año 2011 se casó con su esposa Paula, y actualmente son padres de una hija. Viven en familia, en la ciudad de Funes (Provincia de Santa Fe), Argentina. 
Su canción más escuchada: "hasta la locura" cumplió en el 2021 20 años de su composición.   
Actualmente está publicando sencillos en plataformas de streaming y canal en YouTube a través de la editorial que lo representa ONE RPM inc.
Según datos de Muso.Ai su música ha superado las 112 MILLONES de reproducciones en plataformas digitales. 

## Discografía
| Año  | Álbum                                                           | Detalles                                                                               |
| ---- | --------------------------------------------------------------- | -------------------------------------------------------------------------------------- |
| 2002 | Tu Arte de Amar                                                 | - Lanzamiento: 2002 - Sello discográfico: Graboratorio y CODIA                         |
| 2005 | Lo Sabes                                                        | - Lanzamiento: 1 de mayo de 2005 - Sello discográfico: CODIA - Duración: 51 minutos    |
| 2008 | Abbandonado                                                     | - Lanzamiento: 8 de mayo de 2008 - Sello discográfico: CODIA - Duración: 45 minutos    |
| 2011 | En sus manos                                                    | - Lanzamiento: 1 de marzo de 2011 - Sello discográfico: CODIA - Duración: 44 minutos   |
| 2012 | Estás                                                           | - Lanzamiento: 5 de enero de 2012 - Sello discográfico: CODIA - Duración: 46 minutos   |
| 2012 | Anticipar la Aurora                                             | - Lanzamiento: 25 de mayo de 2012 - Sello discográfico: CODIA - Duración: 40 minutos   |
| 2015 | Convite de luz                                                  | - Lanzamiento: 11 de julio de 2015 - Sello discográfico: CODIA - Duración: 40 minutos  |
| 2018 | Todos invitados (con María Eugenia Galassi y Lucas Baccelliere) | - Lanzamiento: 16 de abril de 2018 - Sello discográfico: CODIA - Duración: 25 minutos  |
| 2018 | Fiesta                                                          | - Lanzamiento: 14 de junio de 2018 - Sello discográfico: propio - Duración: 25 minutos |
| 2019 | Sesiones acústicas I                                            | - Lanzamiento: agosto de 2019 - Sello discográfico: propio - Duración: 20 minutos      |
| 2019 | Un amor como el suyo                                            | - Lanzamiento: 7 de diciembre de 2019                                                  |
| 2020 | A tu gracia remix                                               | - Lanzamiento: enero de 2020                                                           |
| 2020 | Dios de Pentecostés                                             | - Lanzamiento: abril de 2020                                                           |
| 2020 | Todo                                                            | - Lanzamiento: mayo de 2020                                                            |
| 2021 | Surja Dios                                                      | - Lanzamiento: marzo de 2021                                                           |
| 2021 | Caminaré                                                        | - Lanzamiento: abril de 2021                                                           |
| 2021 | Eucaristía                                                      | - Lanzamiento: mayo de 2021                                                            |
| 2021 | Tú presencia                                                    | Ep Lanzamiento Octubre de 2021                                                         |
| 2022 | Distinto                                                        | Lanzamiento enero 2022                                                                 |
| 2022 | Yo confio en ti                                                 | Lanzamiento Mayo 2022                                                                  |
| 2022 | Con qué pagaré?                                                 | Junto a Cristobal Fones Sj Lanzamiento Septiembre 2022                                 |
| 2022 | Él es fiel                                                      | Junto a Kairy Marquez Lanzamiento Octubre 2022                                         |
| 2022 | Darme                                                           | Lanzamiento diciembre 2022                                                             |
| 2023 | A tu gracia                                                     | Lanzamiento enero 2023                                                                 |
| 2023 | EP Triduo                                                       | Marzo 2023                                                                             |
| 2023 | Vamos por todo el mundo                                         | Junio 2023                                                                             |
| 2023 | EP Sesiones acústicas II                                        | Agosto 2023                                                                            |
| 2023 | De Locos                                                        | Octubre 2023                                                                           |
| 2023 | Dios anduvo en pañales                                          | Diciembre 2023                                                                         |
| 2024 | Disco Confía                                                    | Mayo 2024                                                                              |
| 2025 | Canto y Baile                                                   | Febrero 2025                                                                           |